# Адамс (округ, Огайо)
Шаблон:StateAbbr_ 38°50′ пн. ш. 83°29′ зх. д. / 38.84° пн. ш. 83.48° зх. д.
О́круг А́дамс (англ. Adams County) — округ (графство) у штаті Огайо, США. Ідентифікатор округу 39001.

## Історія
Округ утворений 1797 року.

## Демографія
За даними перепису
2000 року
загальне населення округу становило 27330 осіб, зокрема міського населення було 2774, а сільського — 24556.
Серед мешканців округу чоловіків було 13396, а жінок — 13934. В окрузі було 10501 домогосподарство, 7616 родин, які мешкали в 11822 будинках.
Середній розмір родини становив 3,03.
Віковий розподіл населення поданий у таблиці:
| Стать    | До 15 років | 15-21 | 22-29 | 30-39 | 40-49 | 50-65 | 65-85 | Понад 85 |
| -------- | ----------- | ----- | ----- | ----- | ----- | ----- | ----- | -------- |
| Чоловіки | 2964        | 1343  | 1341  | 1901  | 2041  | 2230  | 1466  | 110      |
| Жінки    | 2963        | 1329  | 1384  | 1924  | 2017  | 2250  | 1765  | 302      |

## Суміжні округи
- Гайленд — північ
- Пайк — північний схід
- Сайото — схід
- Люїс, Кентуккі — південь
- Мейсон, Кентуккі — південний захід
- Браун — захід

## Виноски
1. ↑  U.S. Decennial Census. United States Census Bureau. Архів оригіналу за 26 квітня 2015. Процитовано 7 лютого 2015.
2. ↑  Historical Census Browser. University of Virginia Library. Архів оригіналу за 11 серпня 2012. Процитовано 7 лютого 2015.
3. ↑  Forstall, Richard L., ред. (27 березня 1995). Population of Counties by Decennial Census: 1900 to 1990. United States Census Bureau. Архів оригіналу за 14 лютого 2015. Процитовано 7 лютого 2015.
4. ↑  Census 2000 PHC-T-4. Ranking Tables for Counties: 1990 and 2000 (PDF). United States Census Bureau. 2 квітня 2001. Архів оригіналу (PDF) за 18 грудня 2014. Процитовано 7 лютого 2015.
5. ↑  State & County QuickFacts. United States Census Bureau. Архів оригіналу за 6 червня 2011. Процитовано 7 лютого 2015. [Архівовано 2011-08-05 у Wayback Machine.](англ.) Наведено за англійською вікіпедією.
6. ↑  American FactFinder. Бюро перепису населення США. Архів оригіналу за 26 лютого 2012. Процитовано 31 січня 2008. [Архівовано 2008-05-21 у Wayback Machine.]

| США | Це незавершена стаття з географії США. Ви можете допомогти проєкту, виправивши або дописавши її. |